# Тюютсі
Тюютсі (ест. Tüütsi) — село в Естонії, входить до складу волості Риуге, повіту Вирумаа.